# (6481) Tenzing
(6481) Tenzing est un astéroïde de la ceinture principale.

## Description
(6481) Tenzing est un astéroïde de la ceinture principale. Il fut découvert le 9 septembre 1988 à l'observatoire Kleť par Antonín Mrkos. Il présente une orbite caractérisée par un demi-grand axe de 2,28 UA, une excentricité de 0,18 et une inclinaison de 6,3° par rapport à l'écliptique.

## Compléments